# Gagang Kepuhsari
Gagang Kepuhsari is een bestuurslaag in het regentschap Sidoarjo van de provincie Oost-Java, Indonesië. Gagang Kepuhsari telt 1628 inwoners (volkstelling 2010).